# Daniel Müller-Schott
Daniel Müller-Schott (* 2. November 1976 in München) ist ein deutscher Cellist.

## Leben
Müller-Schott begann mit sechs Jahren Cello zu spielen. 1992 gewann er mit 15 Jahren beim Internationalen Tschaikowsky-Wettbewerb für junge Musiker in Moskau den Ersten Preis unter den Cellisten. Er studierte bei Walter Nothas in München, Steven Isserlis in Großbritannien und Heinrich Schiff in Salzburg und Wien.
Müller-Schott wurde als erstem Stipendiaten der Anne-Sophie-Mutter-Stiftung ein hervorragendes modernes Cello zur Verfügung gestellt. Heute spielt er das „Ex Shapiro“-Cello von Matteo Goffriller, gefertigt in Venedig 1727.
Er musiziert mit Dirigenten wie Vladimir Ashkenazy, Charles Dutoit, Christoph Eschenbach, Yakov Kreizberg, Kurt Masur, Sakari Oramo und Sir André Previn. 
Im Jahr 2008 war er Preisträger in Residence im Rahmen der Festspiele Mecklenburg-Vorpommern.

## Aufnahmen
- 2022: The Grieg Album, Daniel Müller-Schott, Cello, Herbert Schuch, Piano
- 2021: Visions of France: Saint-Saens, Lalo, Honegger, Fauré Cello Concertos, DSO Berlin, Daniel Müller-Schott, Alexandre Bloch
- 2020: Brahms The Sonatas: Johannes Brahms; Daniel Müller-Schott, Violoncello, Francesco Piemontesi, Klavier (Orfeo)
- 2019: #CelloUnlimited: Solo Works by Kodály, Prokofiev, Hindemith, Henze, Müller-Schott, Crumb, Casals; Daniel Müller-Schott, Violoncello (Orfeo)
- 2018 Trip to Russia: Tschaikowski, Glasunow, Rimski-Korsakow; Daniel Müller-Schott, Violoncello, Deutsches Symphonie-Orchester Berlin, Aziz Shokhakimov
- 2017: #CelloReimagined. Cellokonzerte von Johann Sebastian Bach, Haydn und Mozart, Daniel Müller-Schott, L’arte del mondo, Werner Erhardt
- 2016: Duo Sessions. Ravel, Erwin Schulhoff, Kodály und Halvorsen (Orfeo). Daniel Müller-Schott und Julia Fischer
- 2015: Benjamin Britten, Prokofiev, Schostakowitsch: The Cello Sonatas. (Orfeo), Daniel Müller-Schott, Violoncello, Francesco Piemontesi, Klavier
- 2014: Antonín Dvořák: The Cello Works .(Orfeo), Daniel Müller-Schott, NDR Sinfonieorchester, Michael Sanderling
- 2012: Sergei Prokofjew, Benjamin Britten: The Cello Symphonies. Daniel Müller-Schott, WDR Sinfonieorchester Köln, Jukka-Pekka Saraste (Orfeo) - Pizzicato|Supersonic Award.
- 2011: Benjamin Britten: The Solo Suites. (Orfeo) Diapason d’or, The Strad Selection, Scherzo Award.
- 2010: Felix Mendelssohn Bartholdy: Werke für Violoncello und Klavier. Daniel Müller-Schott, Jonathan Gilad (Orfeo). Diapason d’or, Pizzicato|Supersonic Award.
- 2010: Ludwig van Beethoven: Sonaten Vol. I und II. Daniel Müller-Schott, Angela Hewitt (Hyperion). Editor’s Choice, The Strad Selection, Instrumental Chamber|Disc of the Month.
- 2009: Robert Schumann, Richard Strauss, Robert Volkmann, Max Bruch; Daniel Müller-Schott, Christoph Eschenbach, NDR-Sinfonieorchester (Orfeo) - Scherzo|Excepcional.
- 2008: Dmitri Schostakowitsch: Konzerte für Violoncello und Orchester Nr. 1 und 2. Daniel Müller-Schott, Yakov Kreizberg, Sinfonieorchester des Bayerischen Rundfunks. (Orfeo). Preis der deutschen Schallplattenkritik 3/2008 / Disc of the Month - BBC Music Choice.
- 2007: Johann Sebastian Bach und Carl Philipp Emanuel Bach: Gamben-Sonaten Nr. 1–3 BWV 1027–1029 und H 559. Daniel Müller-Schott und Angela Hewitt (Orfeo) − Editor’s Choice.
- 2007: Johannes Brahms - Doppelkonzert für Violine und Violoncello in a-Moll, op. 102, Violinkonzert in D, op. 77. Julia Fischer, Daniel Müller-Schott, Yakov Kreizberg, Netherlands Philharmonic Orchestra Amsterdam (Pentatone) - Preis der deutschen Schallplattenkritik 3/2007.
- 2006: Edward Elgar und William Walton: Cellokonzerte. Daniel Müller-Schott, André Previn, Oslo Philharmonic Orchestra. (Orfeo). Preis der deutschen Schallplattenkritik 3/2006 / The Strad Selection.
- 2006 Felix Mendelssohn Bartholdy: Klaviertrios 1 & 2. Julia Fischer, Daniel Müller-Schott, Jonathan Gilad. (Pentatone). Editor’s Choice, Diapason d’or, Pizzicato|Supersonic Award.
- 2006: Franz Schubert: Streichquintett D 956, Streichquartett D 87; Vogler-Quartett, Daniel Müller-Schott (Profil).
- 2006: Wolfgang Amadeus Mozart: Klaviertrios. Anne-Sophie Mutter, André Previn, Daniel Müller-Schott. (Deutsche Grammophon) - Auch als DVD erschienen.
- 2005: Robert Schumann: Werke für Violoncello und Klavier. Daniel Müller-Schott, Robert Kulek (Orfeo) - Pizzicato|Supersonic Award.
- 2004 Joseph Joachim Raff: Konzerte für Violoncello und Orchester Nr. 1 & 2., »Begegnung« - Duo op. 59 für Violoncello und Klavier. Daniel Müller-Schott, Hans Stadlmair, Bamberger Symphoniker, Robert Kulek (Tudor).
- 2004: Aram Khachaturian: Konzert für Violoncello und Orchester. Daniel Müller-Schott; Konzert für Violine und Orchester: Arabella Steinbacher, City of Birmingham, Symphony Orchestra, Sakari Oramo. (Orfeo).
- 2003: Joseph Haydn: Konzerte Nr. 1 & Nr. 2; Ludwig van Beethoven: Romanzen Nr. 1 & Nr. 2. Daniel Müller-Schott, Richard Tognetti, Australian Chamber Orchestra. (Orfeo) Luister (Niederlande) 10 Punkte: im Vergleich beste aller Haydnkonzerte-Aufnahmen.
- 2002: Music for Cello and Piano. Claude Debussy, Francis Poulenc und César Franck: Sonaten; Maurice Ravel: Habanera. Daniel Müller-Schott, Robert Kulek. (EMI) - BBC Music Magazin Disc of the Month - The Strad Selection.
- 2000: Johann Sebastian Bach: 6 Suiten für Violoncello solo; Daniel Müller-Schott. (Glissando).